# Enoshima-jinja
L'Enoshima-jinja est un sanctuaire shinto situé sur l'île d'Eno-shima de la ville de Fujisawa dans la préfecture de Kanagawa au Japon. Il y a trois sanctuaires dédiés sur l'île. Le principal sanctuaire est Hetsu-no-miya, dédié à la divinité Benten. Les deux autres sanctuaires sont Nakatsu-no-miya and Okutsu-no-miya. Selon la légende, une grotte fut dédiée par le 29e empereur Kinmei (510-571) à l'installation d'un petit sanctuaire pour trois divinités : Tagitsuhime, Ichikishimahime et Tagirihime en 552. 

## Hetsu-no-miya
Fondé en 1206 par Sanetomo Minamoto (1192-1219).

## Nakatsu-no-miya
Fondé en 853 par le prêtre En-nin.

## Okutsu-no-miya
Reconstruit en 1842.